# Szawle (rejon miejski)
Rejon miejski Szawle (lit. Šiaulių miesto savivaldybė) – rejon miejski w północnej Litwie.